# Third Fleet
La Third Fleet, in italiano Terza Flotta, fu una formazione di riserva della Royal Navy che esistette brevemente prima della prima guerra mondiale.

## Storia
Formata il 1º maggio 1912 dalla Quarta Divisione della Home Fleet, le sue anziane navi erano solitamente mantenute durante il tempo di pace solo da equipaggi ridotti, ma in caso di mobilitazione avrebbero avuto equipaggi di riservisti. Nel luglio 1914 fu condotta una prova di mobilitazione, dato l'aumento delle tensioni tra la Gran Bretagna e la Germania, e fu solo parzialmente demobilitata prima che il 2 agosto fosse ordinata la vera mobilitazione. A questo punto la flotta consisteva nel 7th e nell'8th Battle Squadron di corazzate pre-dreadnought e cinque squadre di incrociatori.

## Viceammiragli comandanti
|                                        | Grado          | Nome                      | Periodo                       |
| -------------------------------------- | -------------- | ------------------------- | ----------------------------- |
| Viceammiraglio comandante, Third Fleet |                |                           |                               |
| 1                                      | Viceammiraglio | Sir Frederick T. Hamilton | Dicembre 1911 - dicembre 1913 |
| 2                                      | Viceammiraglio | Sir Cecil Burney          | Dicembre 1913 - agosto 1914.  |

## Componenti
|    | Unità                                         | Note                                                                |
| -- | --------------------------------------------- | ------------------------------------------------------------------- |
| 1  | 7th Battle Squadron                           | 8 pre-dreadnought                                                   |
| 2  | 8th Battle Squadron                           | 6 pre-dreadnought                                                   |
| 3  | 7th Cruiser Squadron                          | 5 incrociatori corazzati                                            |
| 3  | 8th Cruiser Squadron                          | 5 incrociatori corazzati/protetti                                   |
| 4  | 9th Cruiser Squadron                          | 8 incrociatori corazzati/protetti                                   |
| 5  | 10th Cruiser Squadron                         | 7 incrociatori protetti dalla squadra d'addestramento di Queenstown |
| 6  | 11th Cruiser Squadron                         | 5 incrociatori protetti                                             |
| 7  | 12th Cruiser Squadron                         | 4 incrociatori protetti                                             |
| 8  | Flottiglia per la difesa locale di Devonport  |                                                                     |
| 9  | Flottiglia per la difesa locale del Nore      |                                                                     |
| 10 | Flottiglia per la difesa locale di Portsmouth |                                                                     |